# Vaccinium rapae
Vaccinium rapae är en ljungväxtart som beskrevs av Carl Skottsberg. Vaccinium rapae ingår i Blåbärssläktet, och familjen ljungväxter. Inga underarter finns listade i Catalogue of Life.